# Iahodînka Druha, Volodarsk-Volînskîi
Iahodînka Druha (în ucraineană Ягодинка Друга) este un sat în comuna Iahodînka din raionul Volodarsk-Volînskîi, regiunea Jîtomîr, Ucraina.

## Demografie
Componența lingvistică a localității Iahodînka Druha
     Ucraineană (100%)
Conform recensământului din 2001, toată populația localității Iahodînka Druha era vorbitoare de ucraineană (100%).